# Telefoni bianchi
Telefoni bianchi is een Italiaanse film van Dino Risi die werd uitgebracht in 1976.
De titel van de film maakt een allusie op de korte periode (1937-1941) van de Telefoni bianchi die staat voor een periode van euforie, zowel in de Italiaanse filmwereld als in het ganse Italiaanse leven. Benito Mussolini richt Cinecittà in die tijd op. Er worden veel lichte romantische films uitgebracht vol intriges die ontstaan en weer uitdoven aan de witte telefoon, toen een luxe-symbool. Het land zelf wordt ook plots even een koloniale mogendheid met, naast het protectoraat over Libië (Italiaans-Libië), de verovering van Ethiopië in 1936.

## Samenvatting
Italië in het begin van de jaren dertig, het fascisme is in volle opbloei. De film schetst de opgang van Marcella Valmarín, een verleidelijk, leeghoofdig maar ambitieus kamermeisje dat werkzaam is in een hotel in Venetië waar ze het hoofd van menig man op hol brengt. Ze evolueert van prostituee tot de filmdiva Alba Doris die de maîtresse van de Duce wordt en zo een icoon van het fascistisch regime. Na de Tweede Wereldoorlog huwt ze met een rijke Zwitserse industrieel.

## Rolverdeling
| Acteur           | Personage                       |
| ---------------- | ------------------------------- |
| Agostina Belli   | Marcella Valmarín, 'Alba Doris' |
| Cochi Ponzoni    | Roberto Trevisan, de verloofde  |
| Vittorio Gassman | Franco D’Enza                   |
| Ugo Tognazzi     | Adelmo                          |
| Renato Pozzetto  | luitenant Bruni                 |
| Maurizio Arena   | Luciani                         |
| William Berger   | Franz                           |
| Lino Toffolo     | Gondrano Rossi                  |
| Paolo Baroni     | Gabriellino                     |
| Dino Baldazzi    | Benito Mussolini                |
| Eleonora Morana  | de moeder van Marcella          |
| Toni Maestri     | de vader van Marcella           |
| Laura Trotter    | Loretta Mari                    |
| Carla Mancini    | prostituee                      |